# Obergommerhaus

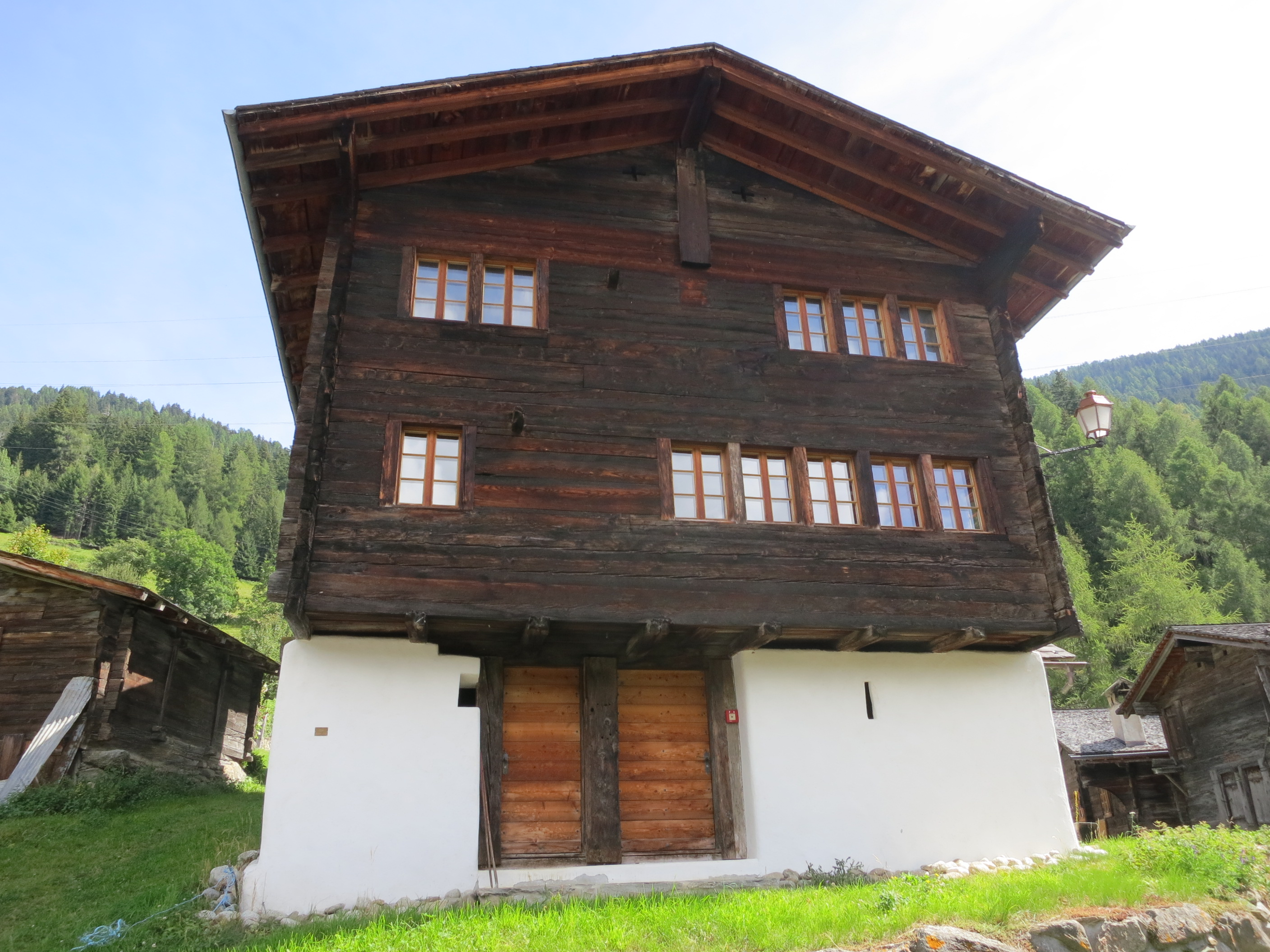
Heidenhaus in Mühlebach von 1424

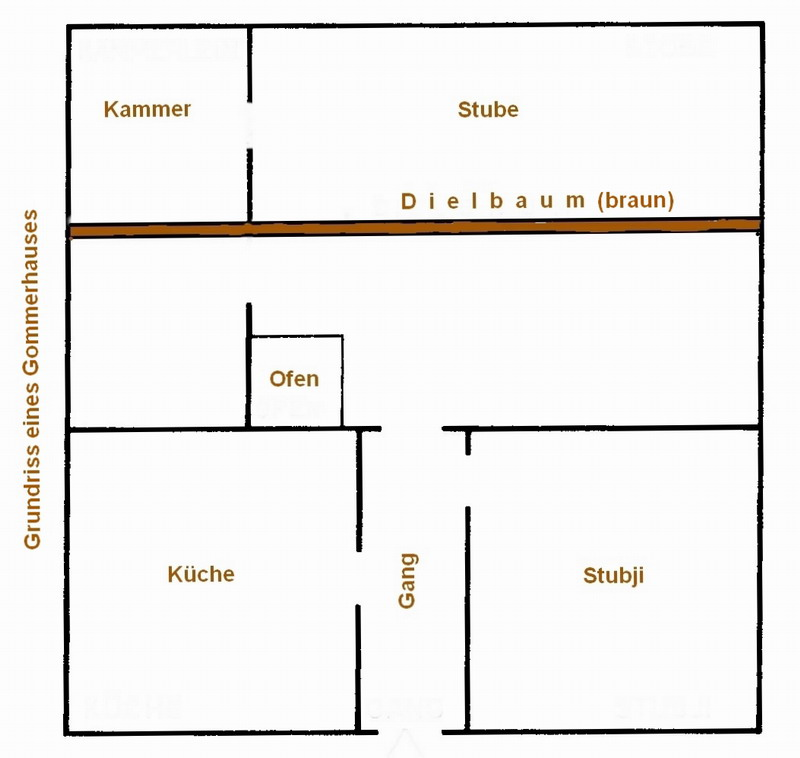
Grundriss Obergommerhaus

Das Obergommerhaus ist ein Haustyp im Bezirk Goms im Oberwallis. Es ist der Urtyp des Walserhauses, das von den ausgewanderten Walsern in der übrigen Schweiz, Liechtenstein sowie im Klein- und Grosswalsertal verbreitet wurde. Die Bautechniken wurden aus dem Oberwallis mitgenommen, und die Bauweise wurde in den neuen Lebensräumen jeweils den örtlichen Gegebenheiten angepasst.

## Allgemeine Merkmale des Wohnhauses
Das Obergommerhaus ist ein mit Kanthölzern aus Lärchenholz gefertigter, hochwandiger Strickbau, der mit einer Trennwand in ein Vorder- und Hinterhaus aufgeteilt ist und auf einem weissgestrichenen Mauergeschoss ruht. Unverkleidetes (nicht gerandetes) Lärchenholz, das immer wieder trocknen kann, wird durch das Alter härter und wetterfester und kann 500 Jahre und mehr erhalten bleiben. Die Kanthölzer wurden bis in die jüngste Zeit mit dem Beil bearbeitet. Die vernuteten Kanthölzer des mehrgeschossigen Blockbaus sind am Ende durch verkämmte Kreuzung (Gwätt, von wetten ‚verbinden‘) verbunden. Das Mauergeschoss aus Bruchsteinen diente als Keller- und Holzraum und wird heute oft als Wohnraum benutzt. Die Mauer kann in der Küchenecke wegen Feuergefahr bis an den Dachvorsprung hochgezogen werden. Selten sind in die Mauern tuffgerahmte Rundbogentüren eingelassen.
Das Haus hat ein flaches Satteldach mit einem Längsfirst und ist mit 60 cm langen Lärchenschindeln gedeckt. Der Längsfirst wird durch die hochgezogene Trennwand zwischen Vorder- und Hinterhaus zusätzlich gestützt.
Das Haus fällt an der Giebelfront durch die Konstruktion der ursprünglich kleinen Fenster und deren Anordnung sowie auf der Traufseite durch unter das Dach hochgezogene Lauben (Löiben) auf, die mit einer Aussentreppe versehen sind. Bei der ursprünglichen Konstruktion haben die Fenster beidseitig kräftige Fensterpfosten, die oben und unten mit den Balken und mit ihrem rückseitigen Nutkamm mit den Wandbalken vernutet sind.
Weil sich das Holz noch lange nach dem Bau verzog, wurden die vertikalen Elemente, so auch die Fenster mit ihren vertikalen Fensterpfosten, möglichst klein gehalten. Damit trotzdem genügend Licht einfallen konnte, wurden Zeilen aus mehreren Fenstern errichtet.
Die Konstruktion der Kamine und Firstständer sowie die Verzierungen der Giebelpfettenkonsolen, der Vorschutzkonsolen und Friese sind zeittypisch und haben sich im Laufe der Jahrhunderte verändert. Sie geben einen Hinweis auf das ungefähre Alter der Häuser. Eine jahrgenaue Altersbestimmung ist aufgrund des Alters des normalerweise nach einjähriger Lagerung verbauten Holzes mittels Dendrochronologie möglich.
Die Friese sind als geschnitzte Holzbänder am Sturz über dem Fenster oder am Brustbalken unter dem Fenster angebracht. Die vorstehenden Friese dienen dem Wetterschutz, indem sie das Regenwasser ableiten.
- 15. Jahrhundert: Glatter Kammfries
- 16. Jahrhundert: gekerbter Rillenfries, Trichter-Rinnenfries, Rillenfries
- 17. Jahrhundert: Konsölchenfries, Würfelfries, Wolfszahn/Würfelfries
- 18. Jahrhundert: Pfeilschwanzfries, Wolfszahn/Raute, Rillenpaar, Rankenfries, Wellenfries

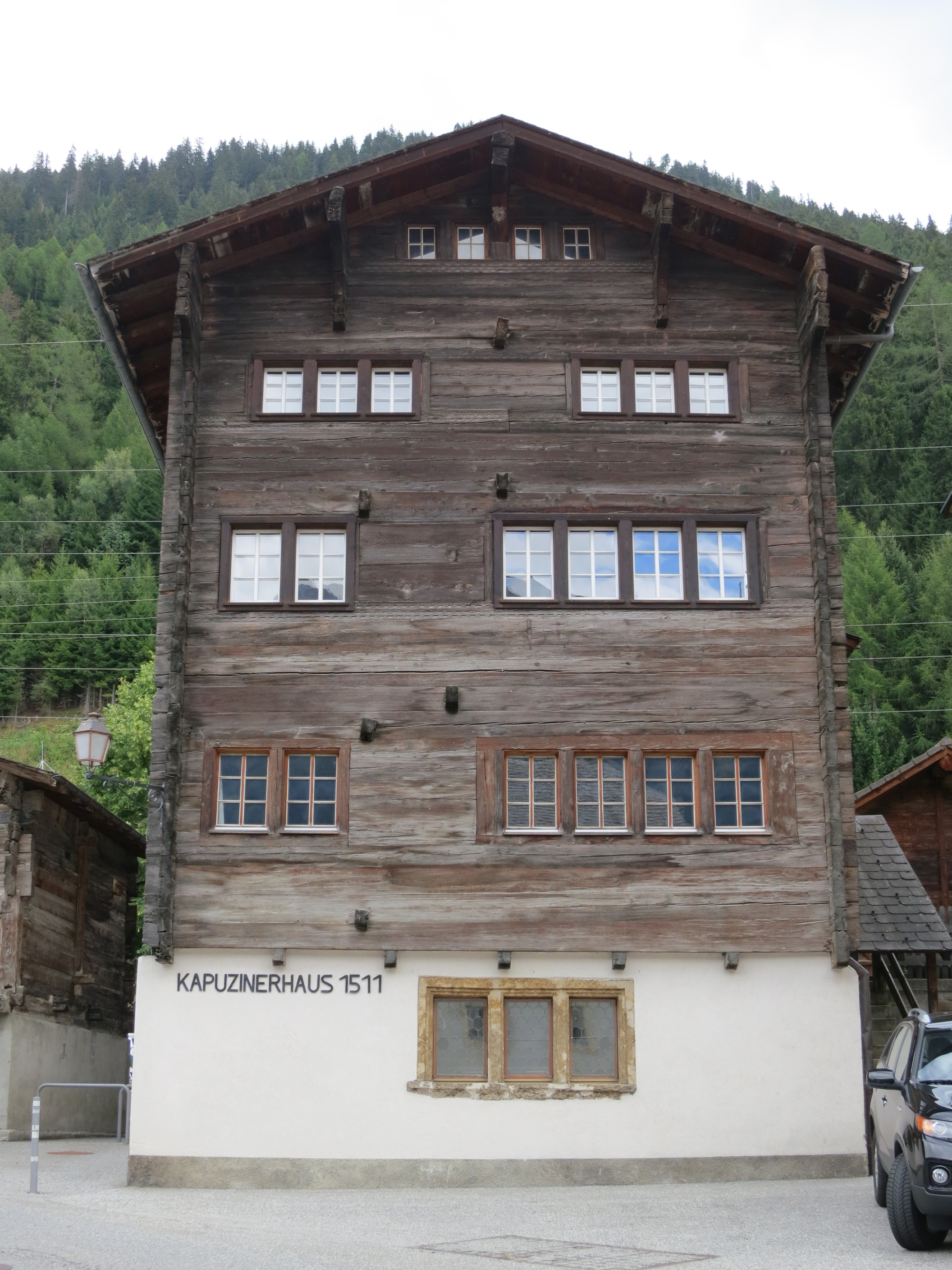
Friesmotive, Kapuzinerhaus Ernen 1511
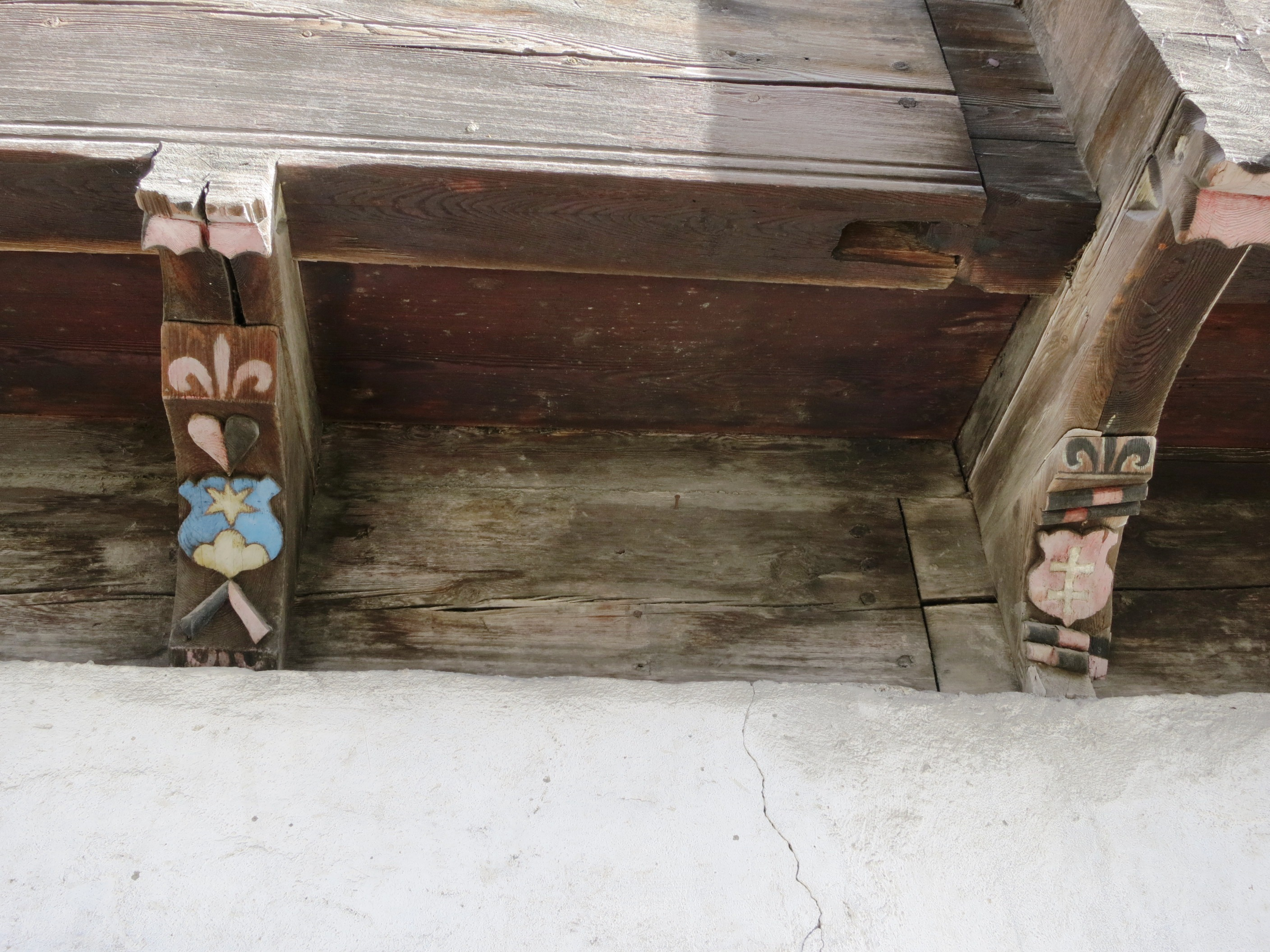
Vorschutzkonsolen mit Wappen, Ernen 1584
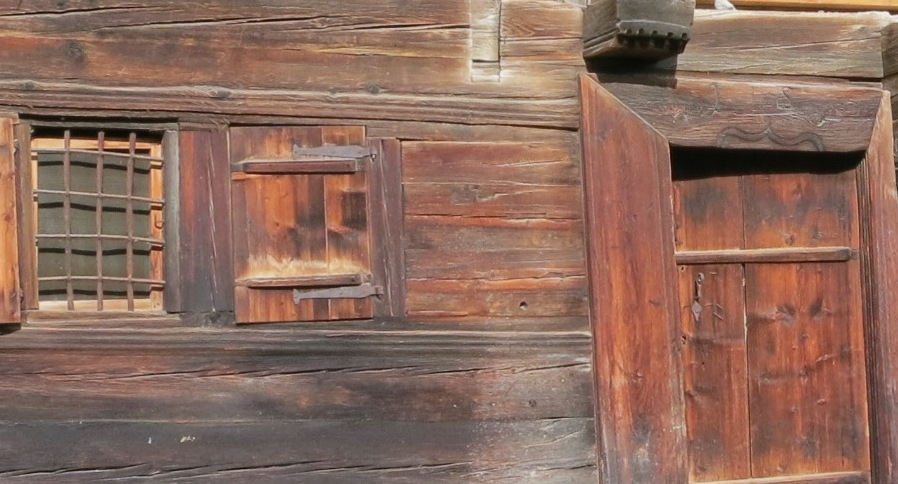
Rillenfries, Keilbogen an Stadel 1617
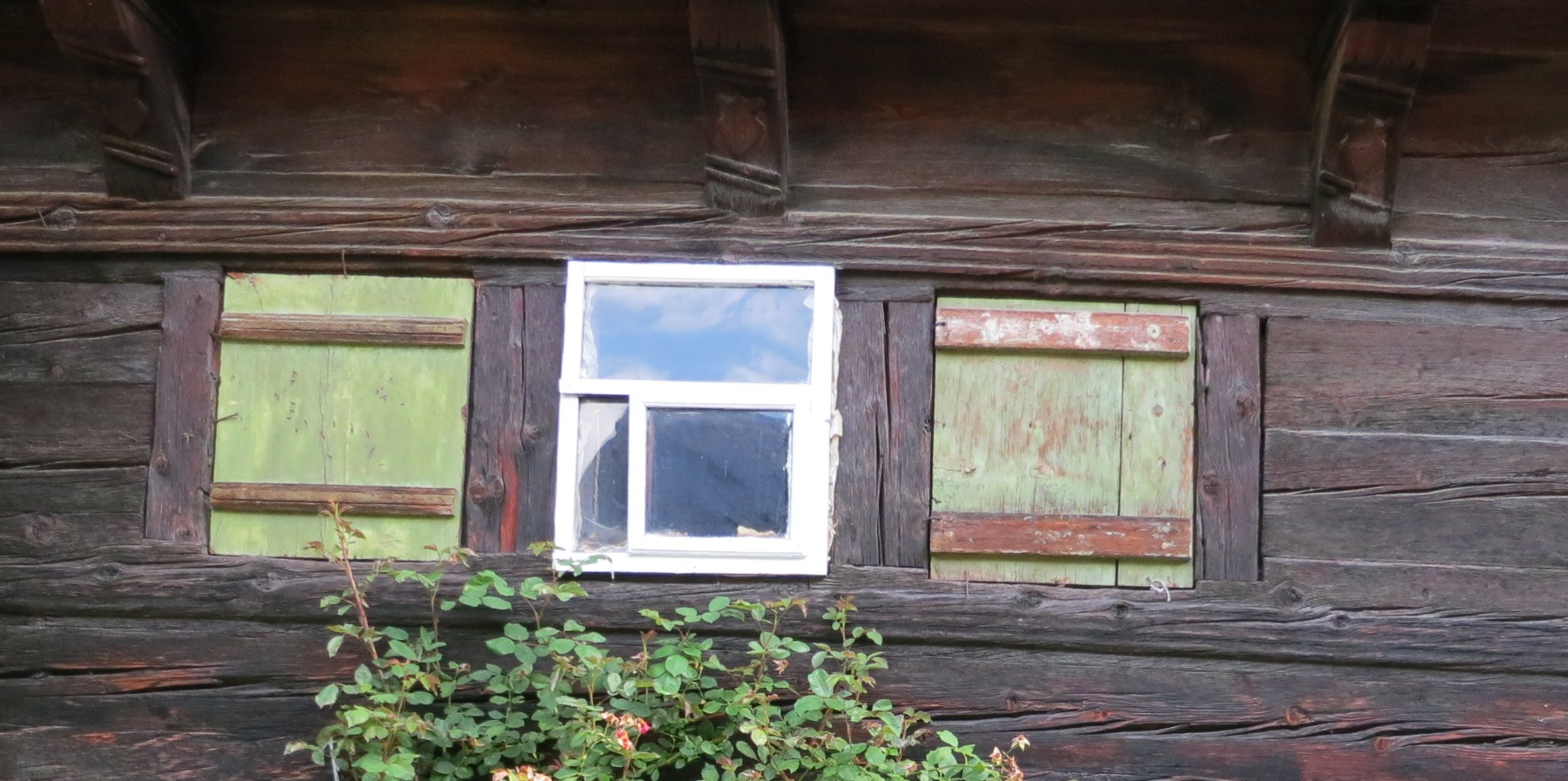
Rillenfries, verzierte Vorschutzkonsolen 1617

## Wohnbauten

### «Heidenhaus», 15. Jahrhundert
Als «Heidenhäuser» (Heidehüs) werden in vielen Regionen diejenigen Häuser bezeichnet, von denen man annahm, dass sie aus vorchristlicher Zeit stammen würden. Sie sind niedriger, weil sie ohne Firstkammer gebaut sind und können zusammen mit einem angebauten Heustall relativ lang sein.

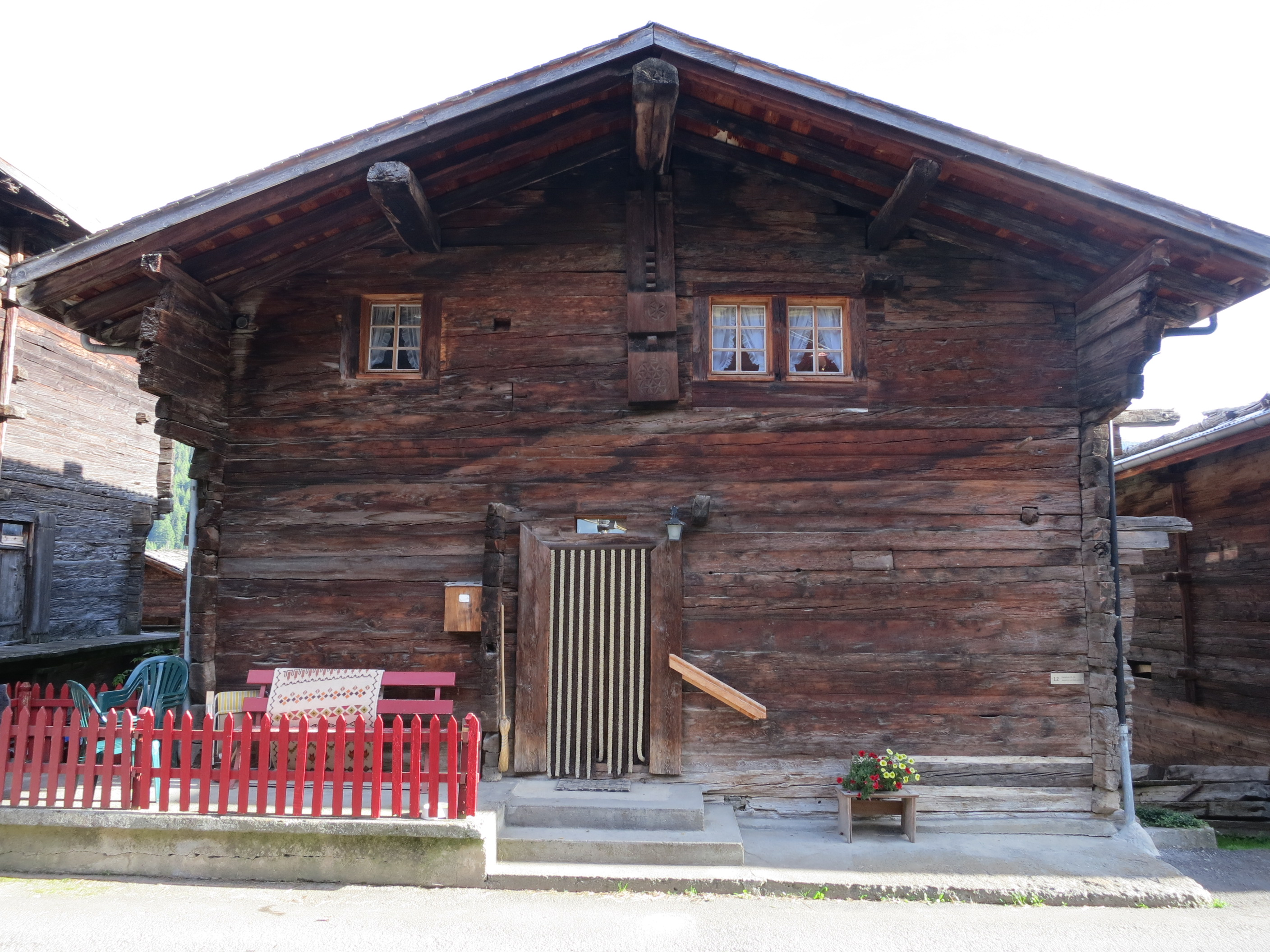
Heidenhaus Reckingen mit Heidenkreuz und Balkenkamin (oben rechts neben dem Fenster)

Das auffälligste Merkmal sind die beiden rund zwei Meter langen Firstständer (Ständerstud) in der Giebelfassade vorne und hinten am Haus. Aufgrund des reliefartigen Kreuzes auf dem Ständer, werden sie Heidenkreuze (Heidechriz) genannt. Sie sind zur Stützung des Firstes in der Blockwand eingenutet. Zur längsseitigen Stabilität verbindet ein Zapfen die Firstpfetten mit dem Ständerstud. Die seitlichen Nuten sind mit den horizontalen Balken der Giebelwand verbunden, um das Ausbuchten der Giebelwand zu verhindern. Zur Verankerung nach unten überlappt der Ständerstud den unten durchlaufenden Balken. Auf dem Ständerbalken findet man neben dem Heidenkreuz noch Verzierungen. «Heidenhäuser» haben keine Friese.
Das «Heidenhaus» besass, als Spezialität des Goms, bis nach 1600 eine offene Rauchküche, über der ein sattelförmiger Rauchfang (Bretterdecke) angebracht war, der den vom Herd (Härdstock) aufsteigenden Rauch sammelte und über ein Balkenkamin (Balkenkopfkamin) durch die Hausrückwand ins Freie abziehen liess. Der kräftige Balken des Balkenkamins war unterseitig gekehlt und verlief in der Deckenhöhe des Laubengeschosses über den Küchenraum oder unter dem Dachgiebel nach hinten durch die Hauswand.  Die letzte Balkenkaminanlage wurde 2002 im Adolf Guntern Haus (nach 1409 erbaut) in Mühlebach abgebrochen.
Die Giebelpfettenkonsolen sind wandartige Vorstösse auf beiden Seiten der Hausfront, die bei den Heidenhäusern mit Tropfmotiven versehen sind.
Zwei mächtige Studpfosten bilden den Türanschlag beim Eingang, tragen die Blockwand und verhindern ein Ausbrechen der Wand. Über der Eingangstüre lässt eine Luke Licht in den dunklen Hausflur. Die ursprünglich nur 40 cm hohen Fenster wurden später vergrössert, um mehr Licht zu erhalten.
Das «Heidenhaus» besteht aus dem Mauersockel, einem Wohngeschoss, dem Laubengeschoss (Löbegeschoss) und dem Estrich. Das Wohngeschoss ist beim Vorderhaus in Kammer (Chammere) und Stube und beim Hinterhaus in Küche und einen Nebenraum (Stubji) unterteilt. Zum festen Mobiliar der Stube gehören der Giltsteinofen, Truhen, Stubentisch und Hauskruzifix. Das «Heidenhaus» ist weder beschriftet noch datiert und hat kaum Verzierungen.
Um 1500 wurde anstelle des Ständerstuds (Chrizgwätt) ein Firstbug eingeführt. Damit wurde aus dem Heidenhaus das Giebelhaus. Die Firstbüge waren mit Andreaskreuzen und Stäben verziert.

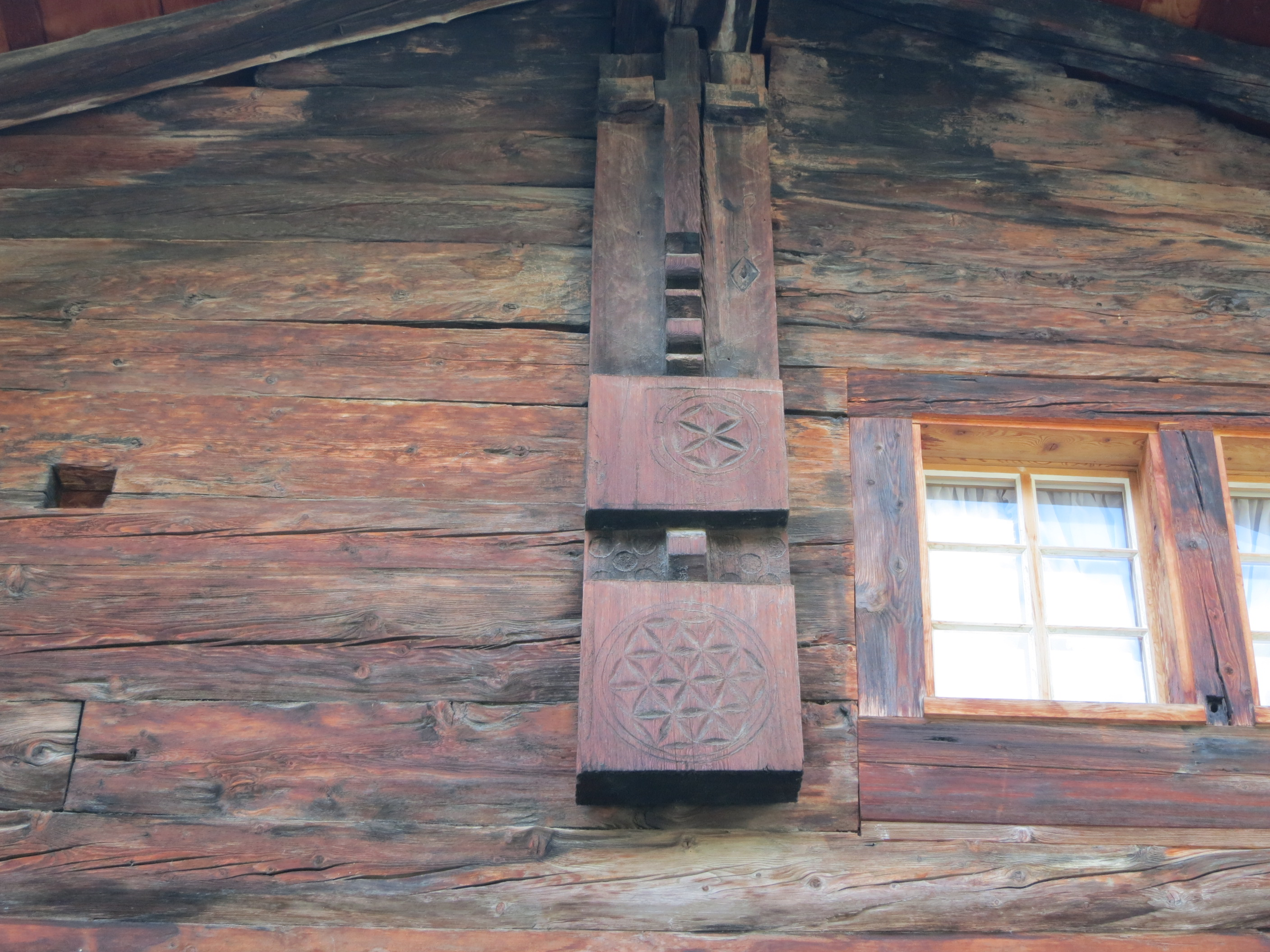
Heidenkreuz
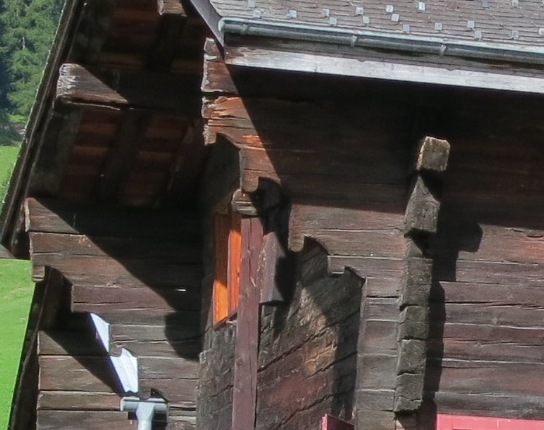
Tropfkonsolen, Heidenhaus Reckingen
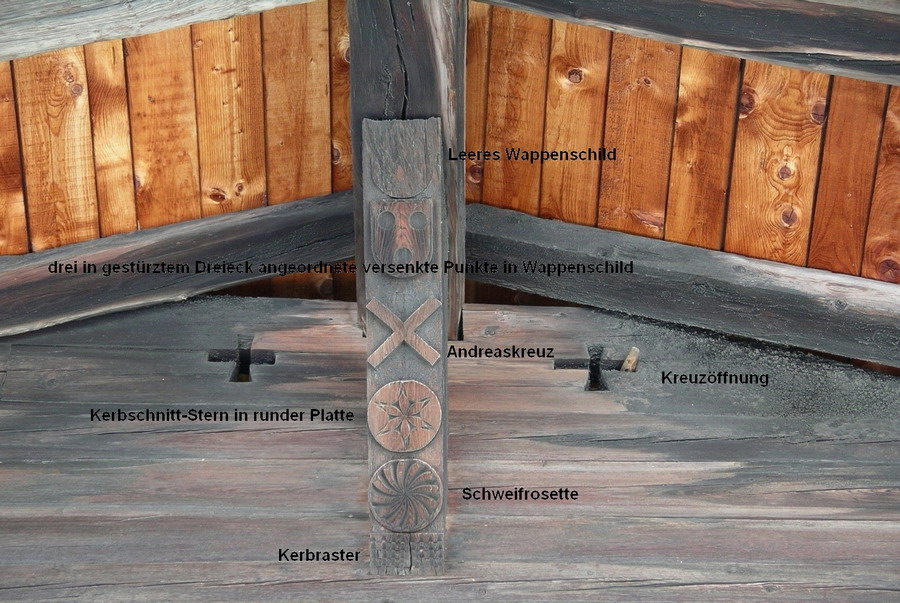
Giebelhaus mit Firstbug und Tatzenkreuzen, Steinhaus/Ernen
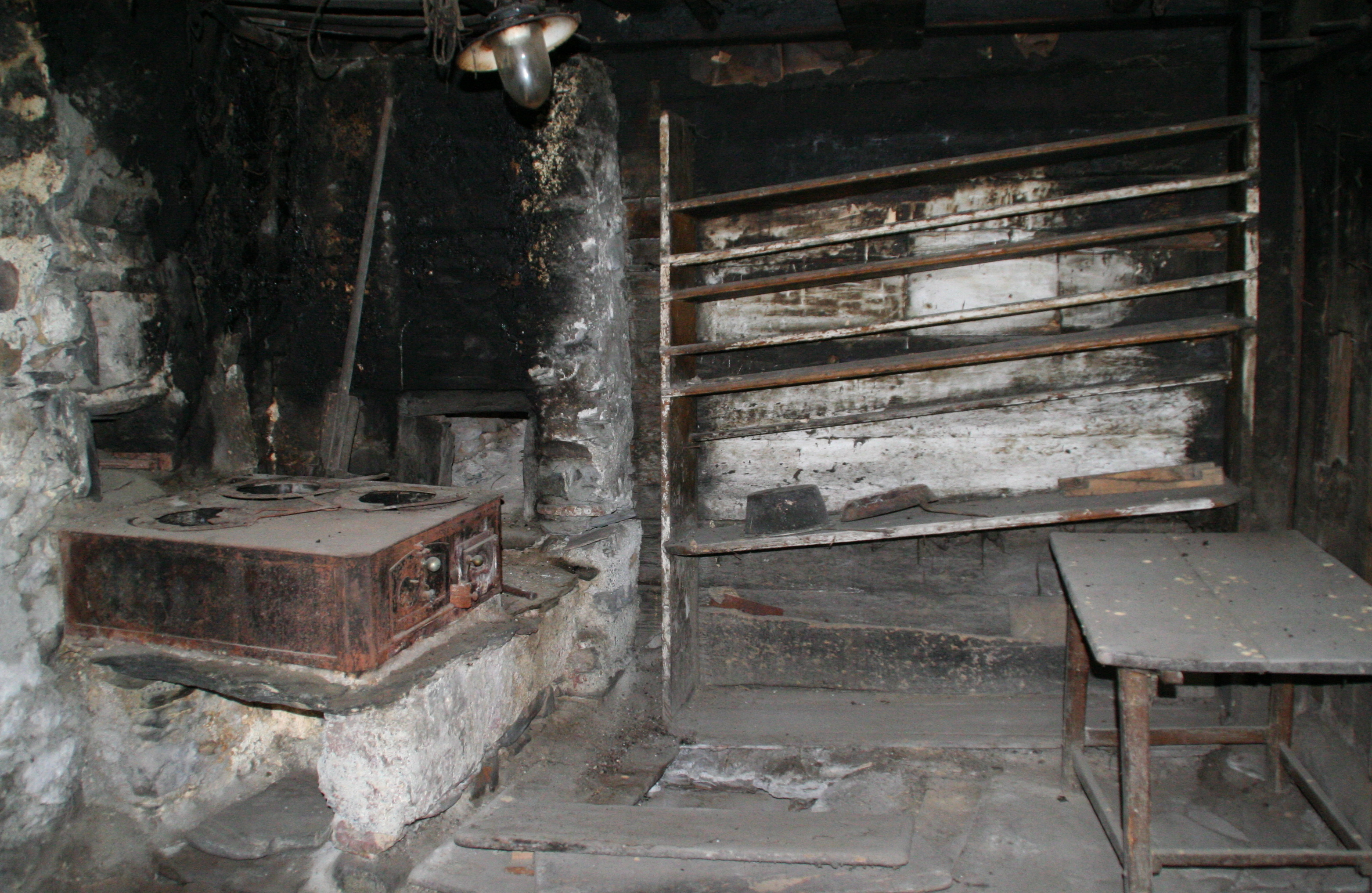
Rauchküche, Jooshaus 1558, Valendas

### Vorschutz- oder Renaissancehaus, 1530 bis 1630

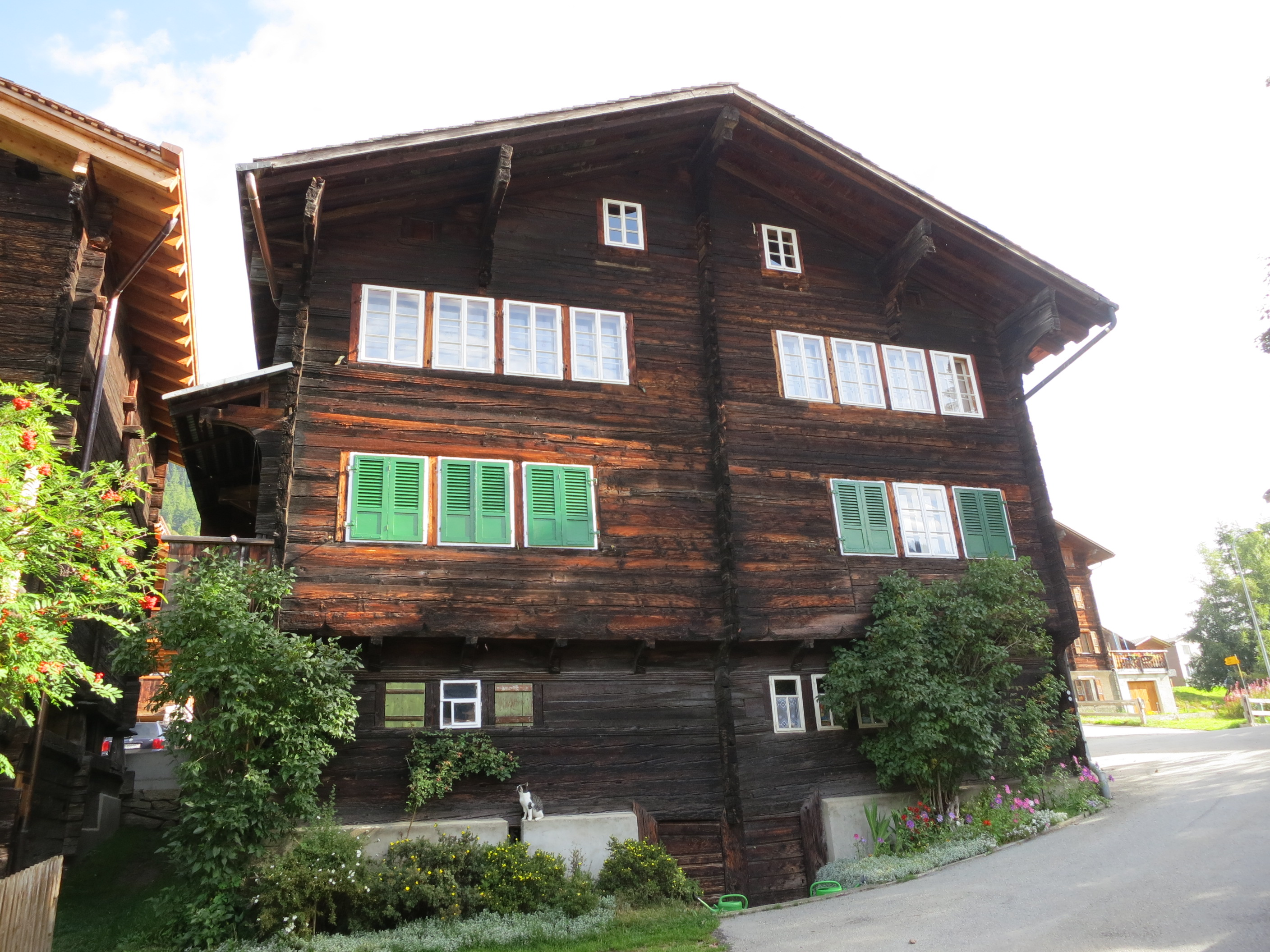
Älteres Taffinerhaus von 1617, Reckingen

Das Vorschutzhaus erhielt seinen Namen, weil sein Wohntrakt das Kammergeschoss bis zu fünfzig Zentimeter überragt. Es liegt nicht auf Balken, sondern auf mit Wappen und anderen Verzierungen (Initialen des Erbauers, Bauziffer, Zimmeraxt usw.) versehenen Konsolen. Zwischen den Konsolen sind einfache oder doppelförmige Kielbogen angebracht und über den Fenstern solche, die mit einem Kreuz auf der Spitze versehen sind.
Das Kammergeschoss wird als Werkstatt oder Abstellraum verwendet. Im Boden unter dem Kammergeschoss befindet sich der über eine Treppe erreichbare Mauerkeller, der als Kühlraum diente. Das Baujahr ist bei den Vorschutzhäusern am Giebel angebracht, manchmal sind dort auch die Initialen des Erbauers zu finden. Die Giebelwand ist oft mit Kielbogen oder Tatzenkreuzen verziert. Anfang des 16. Jahrhunderts wurden als Wandschutz und zur Ableitung des Regenwassers die ersten vorstehenden Friese angebracht, die anfänglich als Kammfries und später als Rillenfries verziert waren. Bei den Giebelpfettenkonsolen wurden die Tropfmotive durch die Rosskopfkonsolen abgelöst.
Ende des 17. Jahrhunderts wurden statt Balkenkamine angebautgestufte Kamine an der Trauf- oder Rückseite des Hauses erstellt.

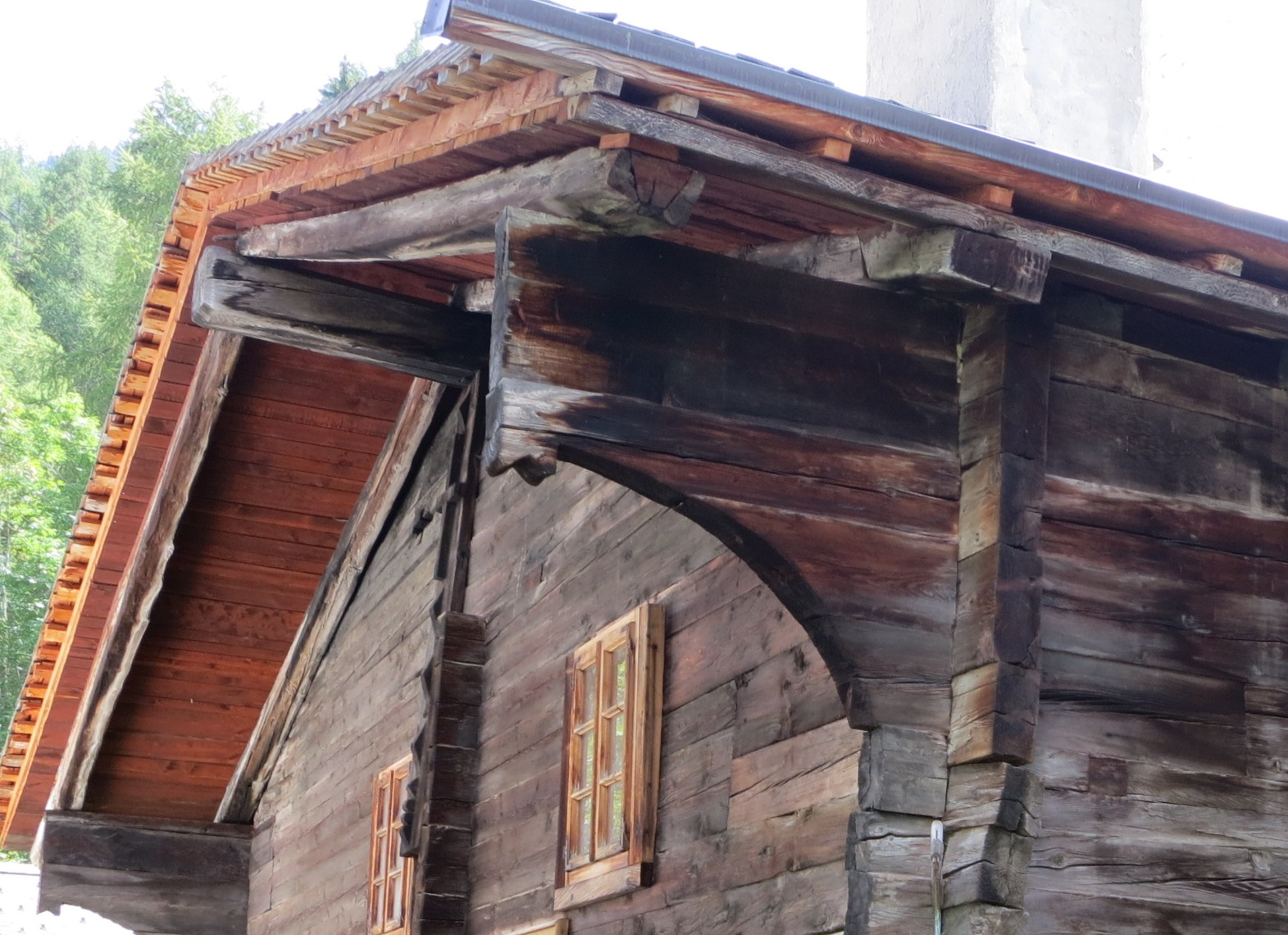
Rosskopfkonsole von 1435, Mühlebach
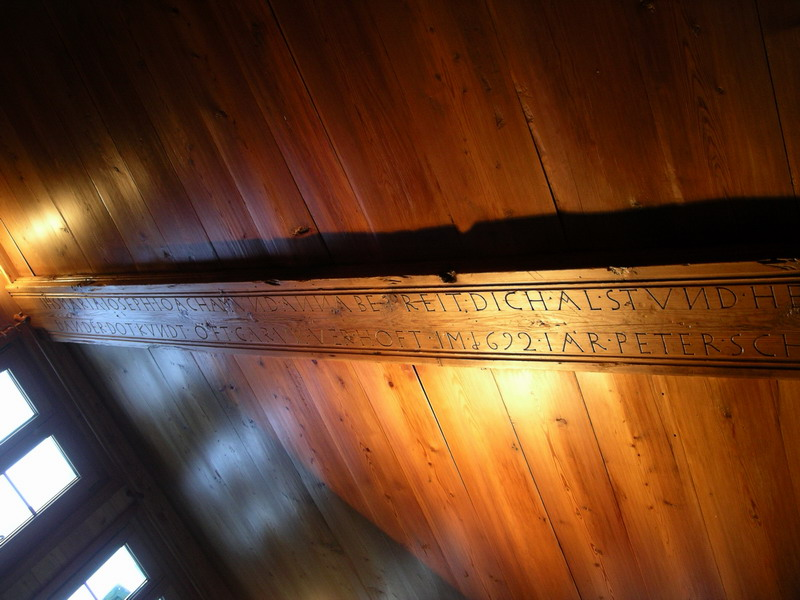
Tragbalken (Dielbaum) der Decke mit Inschrift 1692, Steinhaus/Ernen
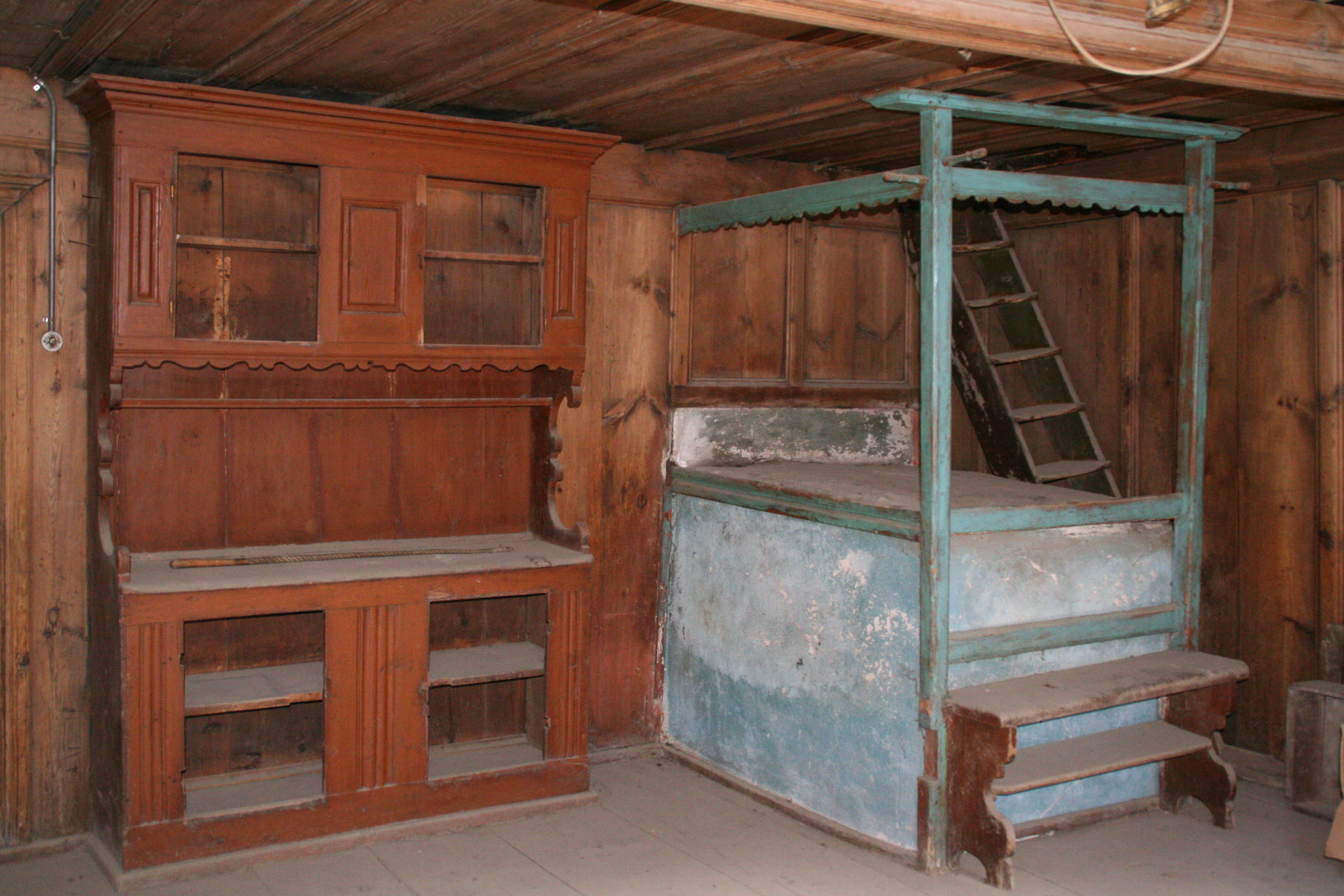
Stube mit Ofen, Jooshaus
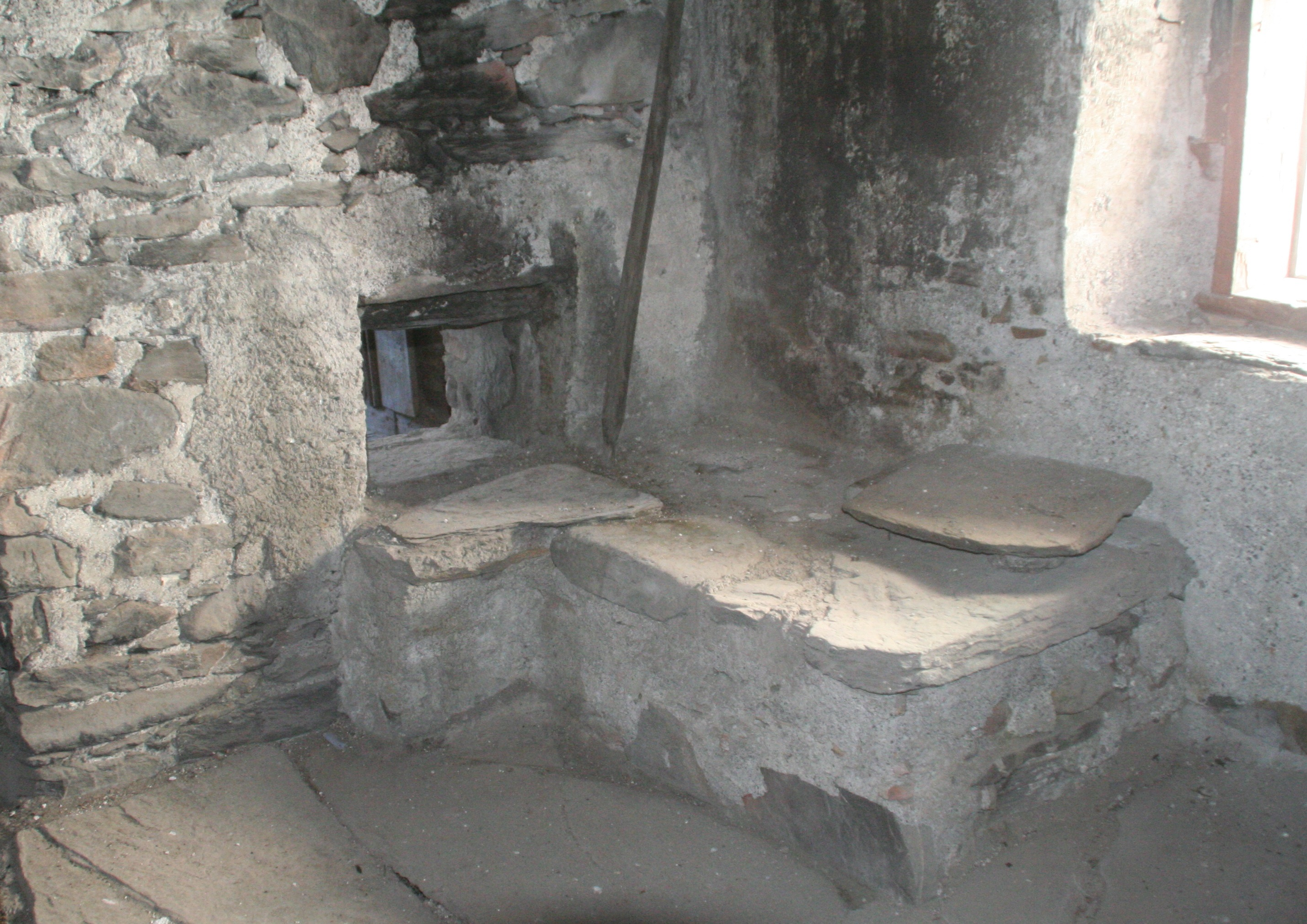
Ofen, Jooshaus

### Barockhaus, ab 1630

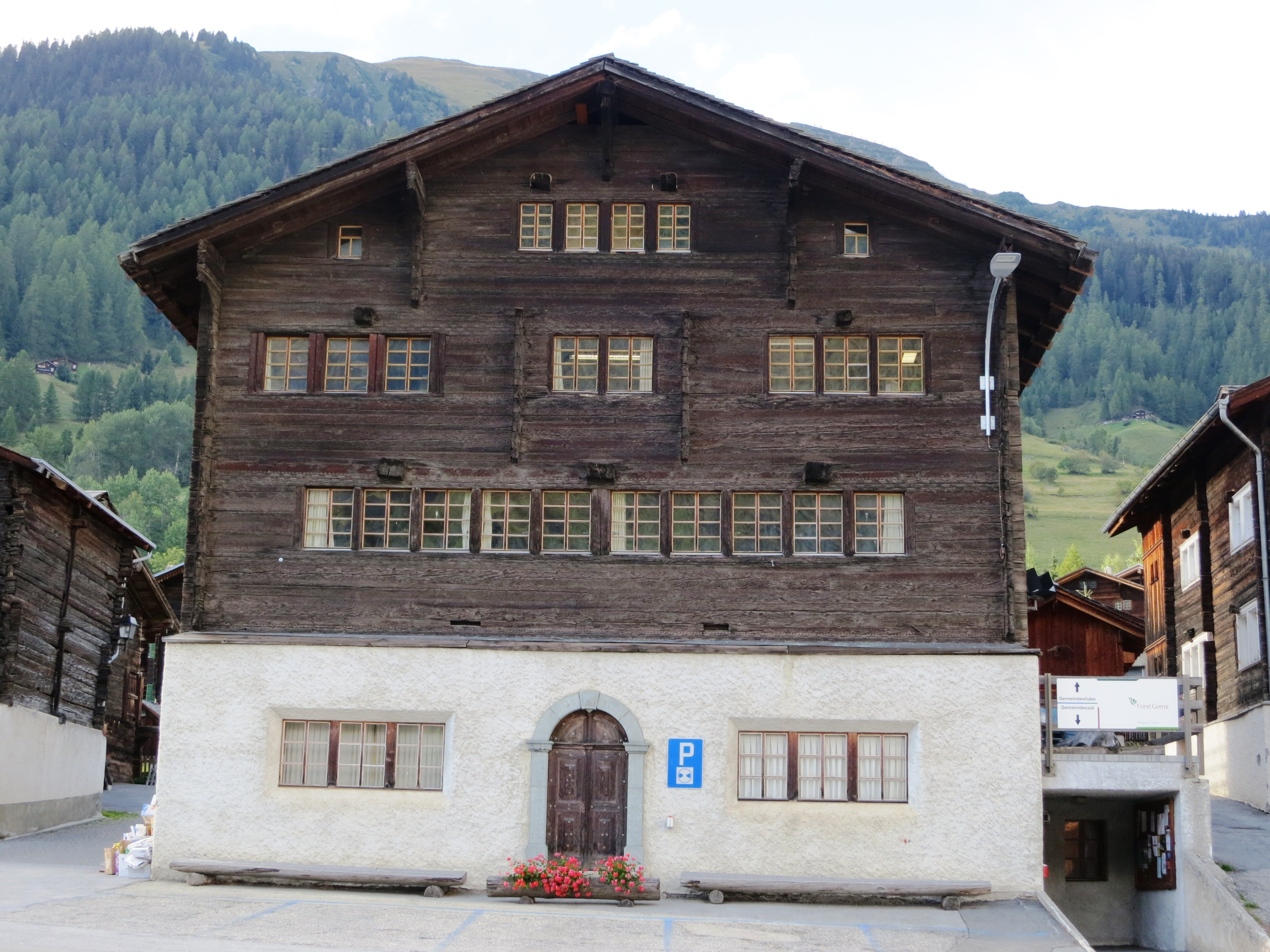
Gemeindehaus Reckingen von 1753

Das Barockhaus brachte die Wandverzierungen zur Blüte: Konsölchen- und Würfelfries, Würfelfries mit Wolfzahn, Pfeilschwanz-, Rauten- und Wellenfries usw. und oft in verschiedenen Kombinationen. Das 18. Jahrhundert brachte zierkonturierte Fensterverkleidungen, die bei Reihenfenstern als Gleitrahmen für die Aufzugsläden dienten. Die Aussenfenster hatten Klappläden und die mittleren Fenster Fallläden. Die Blockwand war voll mit Verkleidungen und die kleinteilige Sprossung der Fenster wurde aufgegeben. In der Zweiten Hälfte des 20. Jahrhunderts kehrte man bei der Restaurierung wieder zu kleineren Fenstern mit den historischen und wärmetechnisch besseren Fensterpfosten und weniger Verzierungen zurück.
Bei den Gibelpfettenkonsolen wurden neben den Rosskopfkonsolen ab dem 19. Jahrhundert auch Tulpenmotive verwendet.
Im 18. Jahrhundert wurde anstelle des angebautgestuften Kamins an der Trennwand zwischen Vorder- und Hinterhaus ein Binnenkamin eingebaut, das dort Küchenherd und Stubenheizung vereinte. Es hatte eine Kaminhaube über der offenen steinernen Feuerstelle. Im 19. Jahrhundert wurde das Binnenkamin durch den Eisenofen ersetzt.

## Nutzbauten

### Gommerstadel

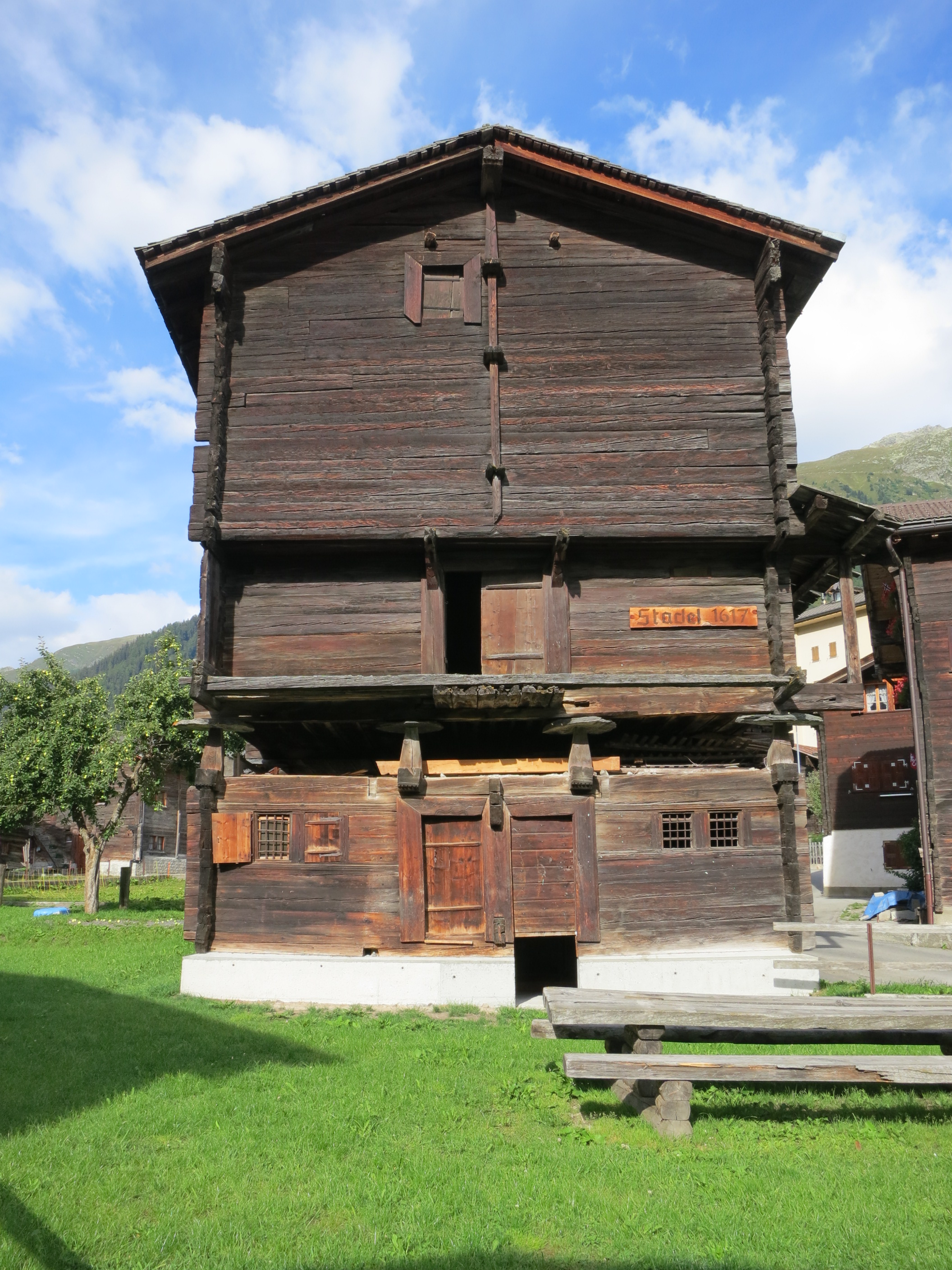
Stadel von 1617, Reckingen

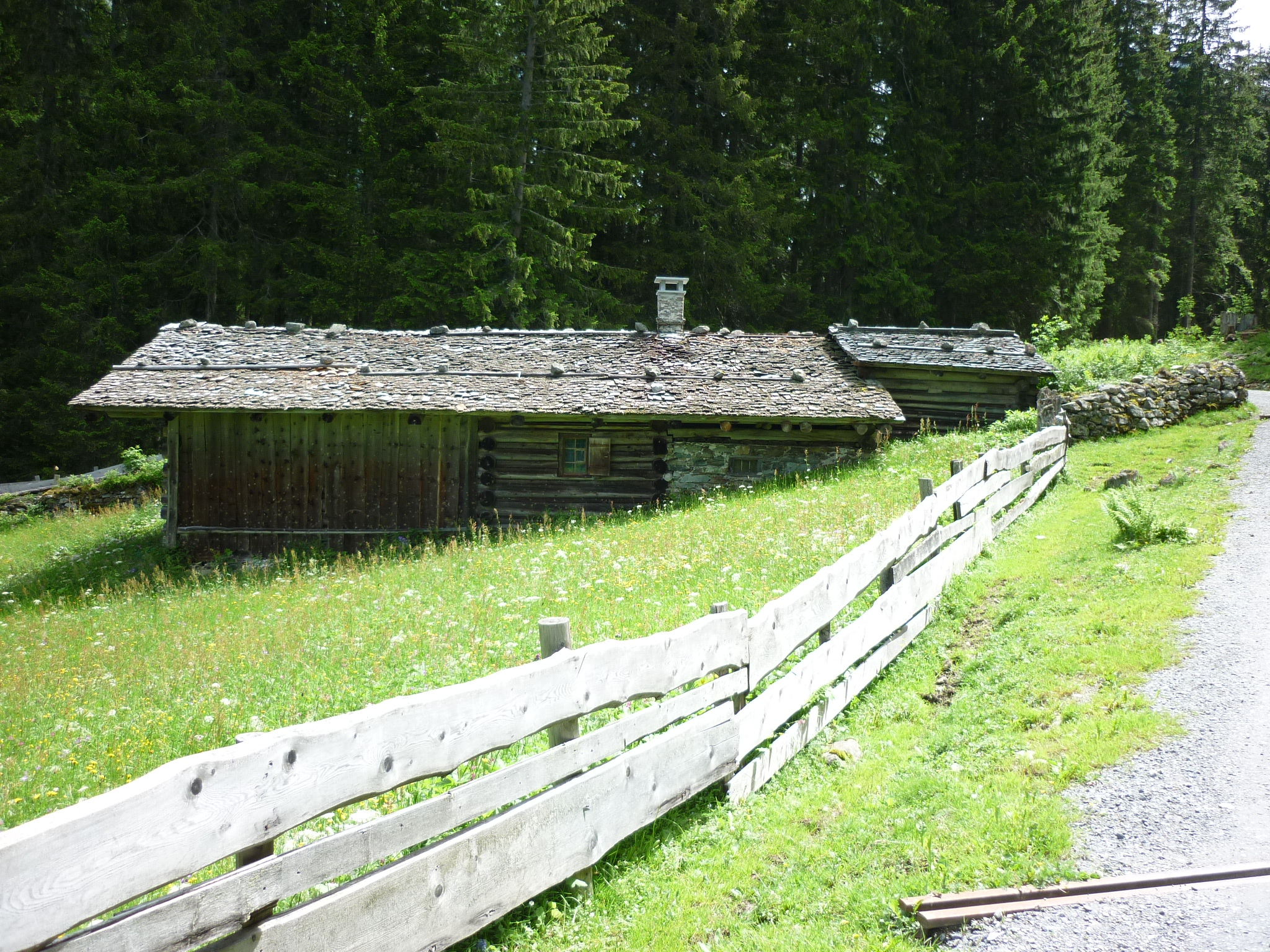
Tätschdach mit Schindeln im Walserdorf Klosters-Serneus, mit Latten und Steinen gehalten

Der aus Tannenhölzern bestehende dreiteilige Stadel dient einerseits als Lagerraum (Korn, Weizen, Gerste, Felderbsen, Bohnen, Flachs, Hanf, Kleider, Schriften) und andrerseits zur Verarbeitung (Dreschen) der Feldfrüchte in der Tenne. Der als Werkstatt oder für Kleintiere benützte Unterbau liegt auf einem erdhohen Fundament und besteht aus zwei Kammern mit je einer Türe. Die Zwischenzone besteht aus Stützen und runden Steinplatten (Planen, Miischplatta), die als Auflager für den Oberbau dienen und die Mäuse (Miischi) von den Vorräten abhalten sollen. Die Stadelbeine (Stadelplanen) sind mit Schwalbenschwanzkämmen im Balkengeviert (Schlafböm)  unter den Stadelbeinen vernutet.
Der mehrstöckige Oberbau hat eine Türe (manchmal bis vier, beziehungsweise eine Türe pro Eigentümer) zur Tenne (Stadelgang) und gehört mehreren Eigentümern. Die Stockwerke sind entsprechend mit Sparren und Läden unterteilt. Im obersten Stockwerk werden die Hülsenfrüchte gelagert. In der weniger arbeitsintensiven Winterzeit wurden auf der Tenne die Garben gedroschen, bevor man sie auf den Stockwerken lagerte.
Die Tenne (Te) und die beidseitigen Räume (Techäste) haben einen Boden aus vernuteten Tannenhölzern (12 × 12 × 6 cm), damit das Getreide nicht durchsickert.  Die Wände der Tenne bestehen aus 6 cm dicken und 70 cm hohen Laden, deren Ende in einem Pfosten (Stud) vernutet sind. Die Stockwerke bestehen aus rohen Latten mit Zwischenräumen zur Durchlüftung der Garben. Dem gleichen Zweck dienen auch die zwei kleinen Fenster mit Fliegengittern zuoberst am Stadel.
Über der Stadeltüre hat es einen Wandvorschutz auf Balken, der im Innern als Standfläche dient, um zu den oberen Stockwerken (Brigäne) zu gelangen. Das Stadeldach besteht aus 60 cm langen Schindeln und ist ein Tätschdach, auf dem die Schindeln früher nicht genagelt, sondern mit Latten und Steinen gehalten wurden.  Der Zugang bis zu den Stadelbeinen (Stadelplanen) erfolgt über eine Holztreppe, von dort muss auf das Stadelpodest (Verlängerung des Tennebodens) vor der Tenntüre geklettert werden. Die Stadelwände werden durch eine vertikale, zangenartige Aussteifungskonstruktion gestützt, bei der die länglichen Spillen durch 60 cm lange Klammerhölzer (Kloven) getrieben werden.

### Speicher(Spycher)

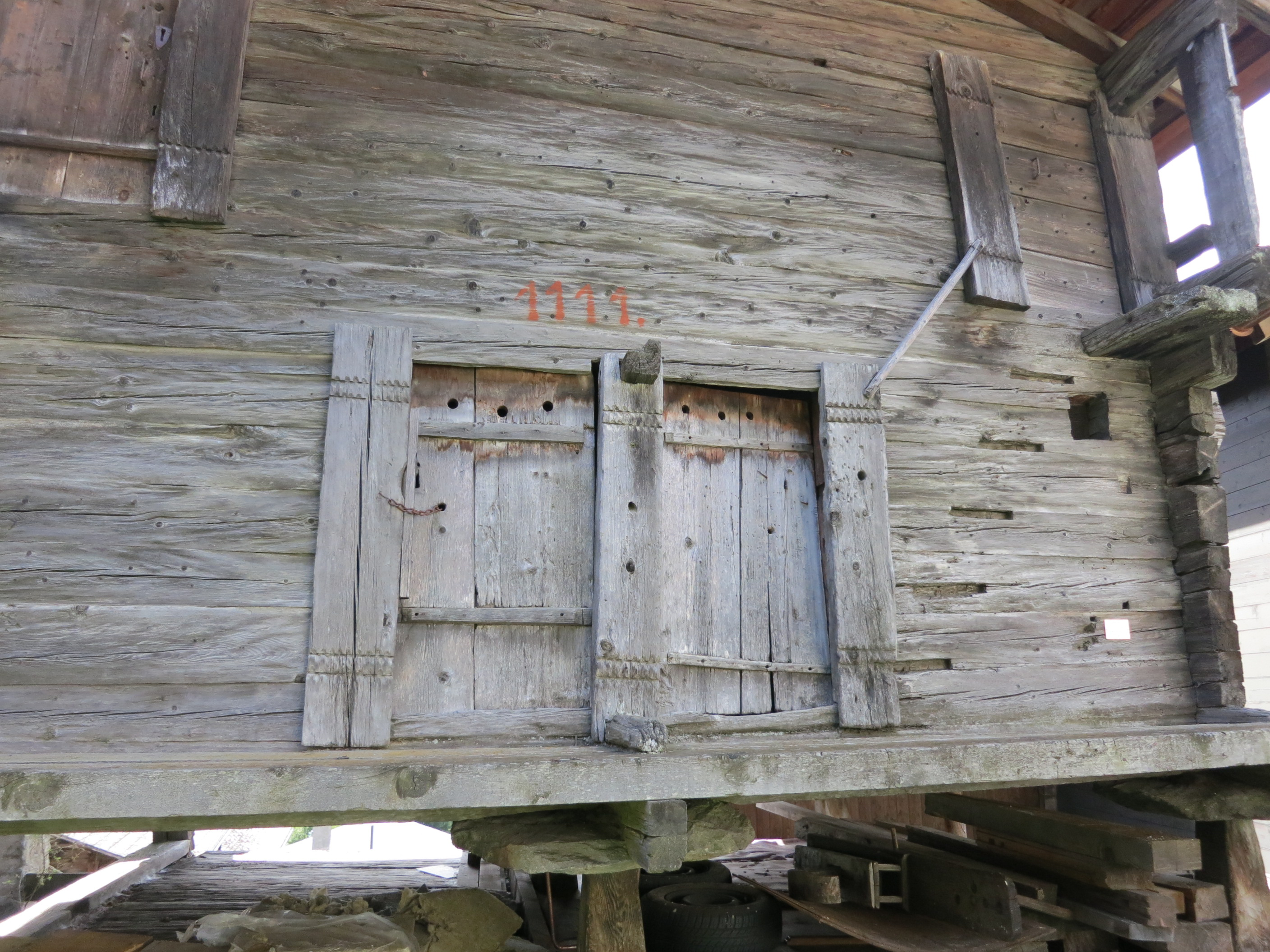
Speicher von 1649, Mühlebach

Der Speicher ist gleich aufgebaut wie der Stadel und dient ebenfalls zum Aufbewahren der Feldfrüchte, ist aber kleiner und hat anstelle des Tennengangs einen Laubengang und einen kräftigen Vorschutz. Er hat keine Belüftungsfenster. Im Unterbau werden Werkzeuge und Handwagen versorgt. Bei dreistöckigen Speichern führt an der Traufwand eine Holztreppe zu den Türen im Obergeschoss. Dort hat es im Innern Kasten zum Aufbewahren der Feldfrüchte nach dem Dreschen sowie Käserechen und Fleischhaken zum Trocknen der Frischprodukte.

### Heustall(Gadä)

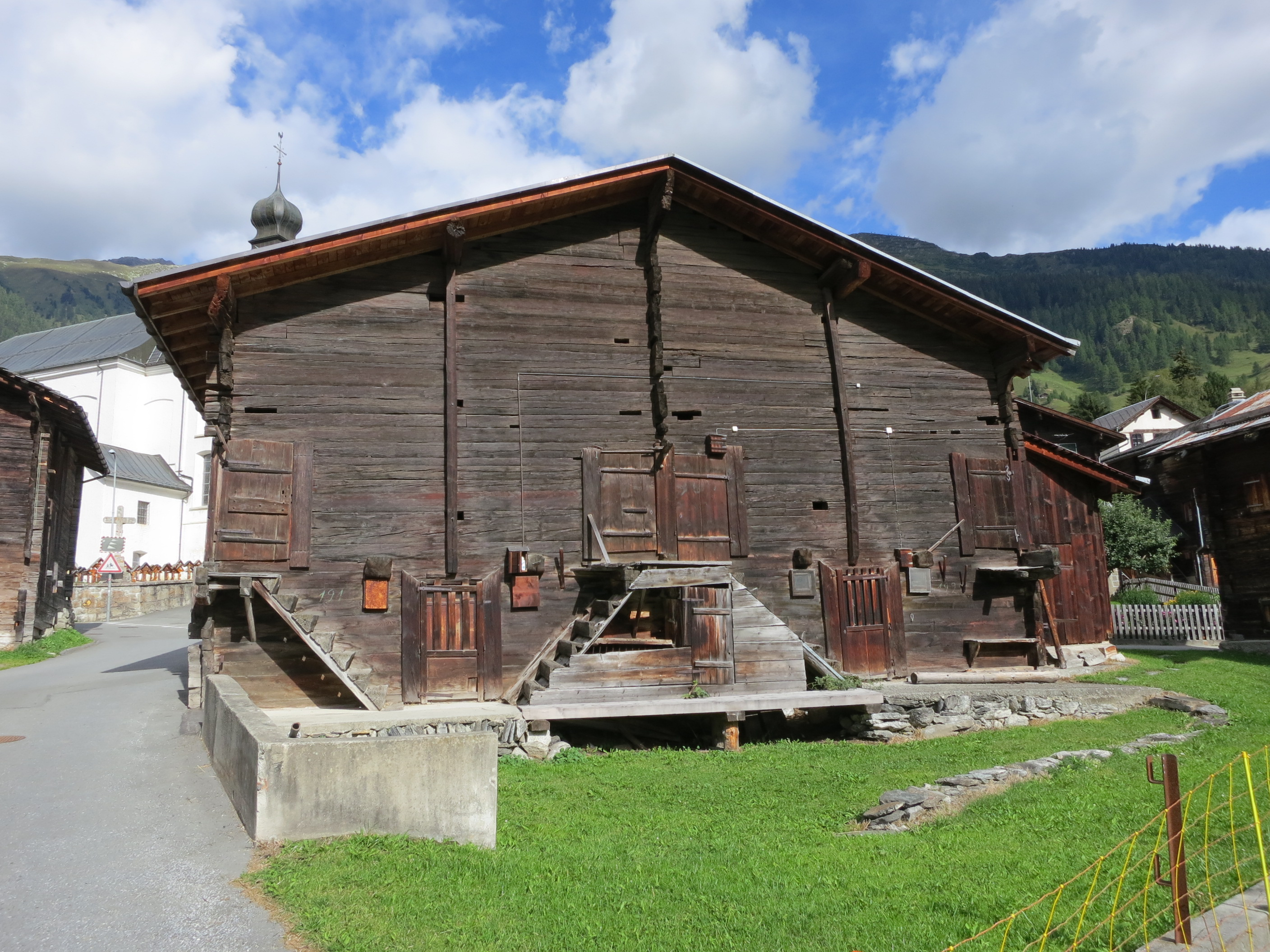
Doppelter Heustall, Reckingen

Der zweigeschossige Heustall (auch Stallscheune genannt) ist der häufigste Nutzbau im Goms. Er besteht aus dem niederen Stallgeschoss für die Tiere und der aufgesetzten Scheune für das Heu. Der Stall ist meistens aus Lärchenholz gebaut, weil er durch die Tiere mehr beansprucht wird als die Scheune. Der Stall ist in Abteile (Unnerschlachten) unterteilt, in denen je zwei Kühe Platz haben.
Der Stalleingang besteht aus zwei mächtigen Studpfosten, in die die Seitenwände vernutet sind. Beidseits der Stalltüre führt je eine Holztreppe zu dem kleinen Podest vor den beiden Scheuneneingängen (Ezporten), über die das Viehfutter geholt wird. Das Einlegen des Heus erfolgt über ein bis zwei Holzeinwürfe (Lischportä) auf der Rückseite des Heustalles.

## Museen
- Genossenschaft Alt-Reckingen-Gluringen: alte Sägerei, Büchhüs, Backhaus, Glockengiesserei[4].
- Ecomuseum Ammern, Blitzingen: renovierter Weiler als Freilichtmuseum[5].
- Heimatmuseum Bodmen, Blitzingen: Gegenstände des vorindustriellen Lebens: Landwirtschaft, Handwerk[6].
- Jost-Sigristen-Museum, Ernen: Kultur des aristokratischen Wallis, bäuerliches Wallis[7].
- Regionalmuseum Binn, Schmiedigenhäusern: Mineralien, Stiftung Graeser-Andenmatten - Ethnologie, Archäologie[8].
- Alpmuseum Nagelsbalmen, Riederalp: mehrstaffelige Alpwirtschaft im Wallis[9].